# Pętla Oriona
Pętla Oriona (org. Петля Ориона) – radziecki film s-f z 1980 roku w reż. Wasilija Lewina.  
W dokumentalnym prologu filmu swoje opinie na temat możliwości istnienia cywilizacji pozaziemskich wypowiadają, przytoczeni w napisach jako konsultanci: prof. Roald Sagdiejew, kosmonauci: Witalij Siewastjanow i Aleksiej Leonow, astronomowie: Iosif Szkłowski i Nikołaj Kardaszew.   

## Fabuła
Na obrzeżach Układu Słonecznego pojawia się silne kosmiczne promieniowanie, doprowadzające do stanu obłędu załogi wszystkich statków kosmicznych znajdujących się w zasięgu jego oddziaływania. Zjawisko, nazwane przez ziemian "Pętlą Oriona", powoduje wysłanie pod auspicjami ONZ, statku kosmicznego "Faeton" z radziecką ekspedycją naukową na pokładzie, złożoną z ludzi i androidów. Po dotarciu do celu wyprawy załogę statku zaczynają nawiedzać hologramy – posłańcy planety, która przed tysiącami lat, będąc dziesiątą planetą Układu Słonecznego uległa zagładzie. Od nich członkowie radzieckiej ekspedycji dowiadują się o grożącej Ziemi katastrofie – galaktycznym wirusie "R-Z", powodującym "szklaną chorobę", który zmierza ku ziemi. Obce istoty próbują ocalić ludzkość wysyłając ku Ziemi strumień promieniowania, mający otoczyć macierzystą planetę barierą ochronną i ocalić ludzkość przed wpływem groźnego promieniowania. Spotkania z hologramami są jednak niebezpieczne dla członków załogi ze względu na ich promieniowanie mające wpływ na mózgi zarówno ludzi jak i androidów. Z tego powodu hologramy znikają po kilkudziesięciu sekundach emisji, a dwa androidy (obdarzone sztuczną, słabszą umysłowością) zostają utracone. Zdarzenia te wywołują nieufność ze strony załogi "Faetona". Pomimo komunikatów przekazywanych przez hologramy o grożącej Ziemni zagładzie, traktują je oni podejrzliwie. Jeden z androidów próbuje nawet samowolnie przeprogramować główny komputer i zniszczyć "Pętlę Oriona". Rani próbującego powstrzymać go dowódcę wyprawy i uszkadza systemy komputera, ginie jednak wraz z próbującą go ocalić androidem-lekarzem na skutek zwarcia elektrycznego. Ranny dowódca postanawia ostatecznie rozwiać wątpliwości co do intencji obcych i wychodzi w kosmos by znaleźć się w bezpośrednim oddziaływaniu "Pętli Oriona". Powraca cały i zdrowy, a po odniesionej przez niego ranie nie ma śladu. 
To jednak nie koniec niebezpieczeństw czyhających na wyprawę Ziemian. Ich pojazd niespodziewanie wlatuje w deszcz meteorytów. Inżynier pokładowy Mitia, w którego kabinie nie opuściły się osłony okienne, zostaje wyssany w kosmos na skutek zniszczenia szyby i dekompresji kabiny. Cała załoga opłakuje go, przekonana o jego śmierci, jednak Mitia powraca na pokład uratowany przez obcych dzięki otoczce z energetycznego kokonu. Przybysze ponownie nawiedzają pokład statku Ziemian z przesłaniem "przychodzimy w pokoju". Statek zawraca ku Ziemi aby przygotować jej mieszkańców do kontaktu z "Pętlą Oriona".  

## Obsada aktorska
- Leonid Baksztaiew – dowódca ekspedycji Biełow
- Giennadij Szkutarow – nawigator Goris
- Anatolij Matieszko – inżynier pokładowy Mitia
- Witalij Doroszenko – android Cybernetyk
- Ludmiła Smorodina – lekarz Marija Diemientiewa
- Anatolij Azo – szef projektu Nikołaj Azo
- Hiwi Tochadze – przedstawiciel pozaziemskiej cywilizacji
- Lia Eliawa – przedstawicielka pozaziemskiej cywilizacji
- Jelena Kokalewska – przedstawicielka pozaziemskiej cywilizacji
- Andriej Gradow – Andriej Siemionowicz
- Jurij Mienszagin – włoski astronauta
- Boris Rudniew – włoski astronauta
- Walentin Kulik – członek komisji ONZ
- Ermenheld Konowałow – członek komisji ONZ

i inni.